# Margaret Curtis

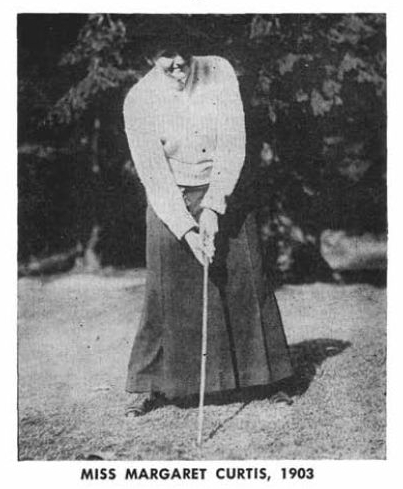
Margaret Curtis im Jahre 1903

Margaret Curtis (* 8. Oktober 1883; † 24. Dezember 1965) war eine US-amerikanische Golf- und Tennisspielerin zu Beginn des 20. Jahrhunderts.

## Leben
Margaret Curtis war das jüngste von 10 Kindern. Ihr Vater war während des Amerikanischen Bürgerkriegs ein Oberst in der Union Army Kavallerie.
Ihr Cousin Laurence Curtis, der in den Jahren 1897 bis 1898 zweiter Präsident der United States Golf Association war, ermunterte die Familie, Golf zu spielen. Aus diesem Grunde begannen Margaret und ihre Schwester Harriot bereits in jungen Jahren mit dem Golfspiel und wurden Mitglieder der Women’s Golf Association of Massachusetts. Dieser Verband war im Jahre 1900 gegründet worden und war der erste Golf-Frauenverband in den Vereinigten Staaten.
Nach einer Ausbildung an der Simmons College School of Social Work in Boston wurde Margaret Mitglied der Family Service Society und blieb dieser Gesellschaft 51 Jahre treu.
Während des Ersten Weltkrieges ging sie nach Paris und schloss sich für drei Jahre als der Leiterin des Büros für Flüchtlinge dem Roten Kreuz an. Dieser Zeit in Paris folgten im Dienste des Roten Kreuzes über mehrere Jahre Aufenthalte in verschiedenen Orten in ganz Europa.
Margaret Curtis starb 1965 im Alter von 82 Jahren.

## Golfkarriere
Bereits als 13-Jährige qualifizierte sich Margaret Curtis 1887 als Viertplatzierte bei ihrer ersten Teilnahme an der United States Women’s Amateur Golf Championship. Im Jahr 1906 gewann ihre Schwester Harriot diese Meisterschaft. Trotz gesundheitlicher Probleme, die Margaret mehrere Jahre keine Meisterschaftsteilnahmen erlaubten, errang Margaret Curtis 1907 den Sieg bei den US-Meisterschaften, wobei sie im Finale ihre Schwester Harriot besiegte. Sie wiederholte diesen Erfolg noch zweimal (1911 und 1912).
1932 stifteten Margaret Curtis und ihre Schwester den Curtis Cup für den im Zweijahresrhythmus ausgetragenen Golfwettbewerb zwischen den Vereinigten Staaten und Großbritannien.
Weil sie den größten Teil ihres Lebens im Golfsport aktiv waren, begründete die Golf Association of Massachusetts zu Ehren der Curtis-Geschwister ein Golfturnier. Der Siegerpokal (The Curtis Bowl) ist eine Nachbildung des Curtis Cup.
Margaret Curtis erhielt 1958 den Bob Jones Award, die höchste Auszeichnung der United States Golf Association (USGA). Der Preis wurde zu Ehren von Bobby Jones (1902–1971) gestiftet und wird jährlich als Anerkennung hervorragender Sportlichkeit im Golfsport verliehen.

## Tenniskarriere
Neben ihren Erfolgen beim Golf war Margaret Curtis auch eine ausgezeichnete Tennisspielerin.
Im Jahr 1908 gewann sie mit ihrer Landsfrau Evelyn Sears, der Schwester von Eleonora Sears, das Damendoppel bei den US-amerikanischen Tennismeisterschaften (heute US Open). Sie besiegten Carrie Neely und Miriam Steever in drei Sätzen mit 6:3, 5:7, 9:7.
Mit diesem Sieg war Margaret Curtis die bisher einzige Frau, die gleichzeitig einen US-Golf- und US-Tennis-Titel hielt.

## Trivia
Legendär ist Margaret Curtis’ Niederlage 1907 bei einem Stroke Play-Golfturnier in Walton Heath in der Nähe von London. Am letzten Loch führte Margaret mit 5 Schlägen vor ihrer Konkurrentin May Hezlet. Margarets Abschlag landete in einem sehr dichten und stacheligen Stechginsterbusch, der in Europa überall vorkommt, in Amerika aber unbekannt ist. Sie benötigte 13 Schläge für dieses Loch und verlor das Turnier.